# Дорога к звёздам (фильм, 1957)
«Доро́га к звёздам» — советский научно-фантастический фильм 1957 года. Режиссёр — Павел Клушанцев. Совмещает в себе элементы научно-фантастического игрового кино и научно-популярного фильма.

## Сюжет
В фильме приводится описание теории К. Э. Циолковского, кратко повествуется о его жизни и научной деятельности. В популярном виде описываются законы баллистики. Наглядно показываются принципы космических полётов.
В форме игрового кино показан первый в мире полёт человека в космос (за 4 года до полёта Ю. А. Гагарина). А также первый полёт человека на Луну (за 12 лет до полёта Аполлон-11).

## В ролях
- Георгий Соловьёв — Константин Циолковский

## Съёмочная группа
- Автор сценария — Борис Ляпунов, Василий Соловьёв.
- Режиссёр — Павел Клушанцев.
- Режиссёры — Л. И. Преснякова, Г. И. Цветков.
- Оператор — Михаил Гальпер.
- Операторы комбинированных съёмок — А. В. Лаврентьев, А. М. Романенко.
- Художник — Михаил Цыбасов.
- Художник комбинированных съёмок — В. С. Щелков.
- Режиссёр-мультипликатор — Г. С. Ершов.
- Композитор — С. Шатирян.
- Звукооператор — Р. П. Левитина.
- Текст читает — Леонид Хмара.
- Директор картины — Э. Г. Штеинберг.

## Художественные особенности
С точки зрения технической мысли фильм устарел, потому что показанные в нём технические аспекты не подтвердились временем. Но с точки зрения киноискусства фильм намного опережает своё время, показывая замечательные для того времени спецэффекты. Вероятно, некоторые западные фильмы заимствовали кинематографические приёмы из фильма «Дорога к звёздам». Так, в частности, Павел Клушанцев показал высадку на Луну и космическую станцию с центрифугой за 11 лет до знаменитого фильма Стенли Кубрика «Космическая одиссея 2001 года» (1968).
Фильм был снят и до запуска первого Спутника. Лишь в последний момент досняли соответствующие кадры (натурные съёмки сделаны летом на Ялтинской киностудии). В итоге спутник был запущен в октябре 1957 года, а фильм вышел на экраны спустя месяц, 7 ноября 1957 года.
Фильм обычно оценивается как оптимистический и несущий положительное настроение. При этом главной его целью является популяризация науки.

## Награды
- 1958 год — 2-я премия на I ВКФ (Москва)
- 1958 год — Бронзовая медаль им. Б. Кудрича на I МКФ научных и технических фильмов в Белграде (Югославия)